# Apteralcidion
Apteralcidion es un género de escarabajos longicornios de la tribu Acanthocinini.

## Especies
- Apteralcidion contractum Bezark & Santos-Silva, 2020
- Apteralcidion lapierrei Hovore, 1992